# 地子交易
地子交易（じしこうえき）とは、律令制において国司が公田から得た地子稲を中央に上供する際に、運搬に便利な軽貨に交易すること。交易とは交換（売買）する意味。大宝律令の田令逸文にその規定の由来を求められる。雑物も交易された（交易雑物）。
地子の割当を受けた令制国では、公田から賃租された地子稲を財源として沽価に基づいて絹や鉄などを調達して中央の太政官厨家に送付した。これらは太政官の経費や職員給与に充てられた。後に公田そのものが官務を世襲した小槻氏の事実上の所領と化して、そこから地子稲及び地子交易で得られた物資が太政官の経費として捻出されるようになった。